# Daïra de Moghrar
La daïra de Moghrar est une daïra d'Algérie située dans la wilaya de Naâma et dont le chef-lieu est la ville éponyme de Moghrar.

## Localisation
La daïra est située au sud de la wilaya de Naâma.

## Communes de la daïra
La daïra est composée de deux communes :
- Moghrar
- Djeniene Bourezg